# فینال جام اتحادیه فوتبال انگلستان ۱۹۸۶
فینال جام اتحادیه فوتبال انگلستان ۱۹۸۶، رقابت پایانی جام اتحادیه فوتبال انگلستان در سال ۱۹۸۶ میلادی است که مابین دو تیم باشگاه فوتبال آکسفورد یونایتد و باشگاه فوتبال کویینز پارک رنجرز در ورزشگاه ومبلی لندن برگزار شده‌است.
این مسابقه که در تاریخ ۲۰ آوریل ۱۹۸۶ انجام شده‌است با نتیجه ۳ بر ۰ به سود تیم باشگاه فوتبال آکسفورد یونایتد به پایان رسید.